# Distrito de Saint-Julien-en-Genevois
El distrito de Saint-Julien-en-Genevois es un distrito (en francés arrondissement) de Francia, que se localiza en el departamento Alta Saboya (en francés Haute-Savoie), de la región Ródano-Alpes. Cuenta con 7 cantones y 72 comunas.

## División territorial

### Cantones
Los cantones del distrito de Saint-Julien-en-Genevois son:
1. Cantón de Annemasse-Norte
2. Cantón de Annemasse-Sur
3. Cantón de Cruseilles
4. Cantón de Frangy
5. Cantón de Reignier
6. Cantón de Saint-Julien-en-Genevois
7. Cantón de Seyssel

### Comunas
| 1. Allonzier-la-Caille (74006) | 2. Ambilly (74008)               | 3. Andilly (74009)                   | 4. Annemasse (74012)                 |
| 5. Arbusigny (74015)           | 6. Archamps (74016)              | 7. Arthaz-Pont-Notre-Dame (74021)    | 8. Bassy (74029)                     |
| 9. Beaumont (74031)            | 10. Bonne (74040)                | 11. Bossey (74044)                   | 12. Cercier (74051)                  |
| 13. Cernex (74052)             | 14. Challonges (74055)           | 15. Chaumont (74065)                 | 16. Chavannaz (74066)                |
| 17. Chessenaz (74071)          | 18. Chevrier (74074)             | 19. Chilly (74075)                   | 20. Chêne-en-Semine (74068)          |
| 21. Chênex (74069)             | 22. Clarafond-Arcine (74077)     | 23. Clermont (74078)                 | 24. Collonges-sous-Salève (74082)    |
| 25. Contamine-Sarzin (74086)   | 26. Copponex (74088)             | 27. Cranves-Sales (74094)            | 28. Cruseilles (74096)               |
| 29. Desingy (74100)            | 30. Dingy-en-Vuache (74101)      | 31. Droisy (74107)                   | 32. Feigères (74124)                 |
| 33. Fillinges (74128)          | 34. Franclens (74130)            | 35. Frangy (74131)                   | 36. Gaillard (74133)                 |
| 37. Jonzier-Épagny (74144)     | 38. Juvigny (74145)              | 39. Lucinges (74153)                 | 40. Machilly (74158)                 |
| 41. Marlioz (74168)            | 42. Menthonnex-en-Bornes (74177) | 43. Menthonnex-sous-Clermont (74178) | 44. Minzier (74184)                  |
| 45. Monnetier-Mornex (74185)   | 46. La Muraz (74193)             | 47. Musièges (74195)                 | 48. Nangy (74197)                    |
| 49. Neydens (74201)            | 50. Pers-Jussy (74211)           | 51. Présilly (74216)                 | 52. Reignier (74220)                 |
| 53. Saint-Blaise (74228)       | 54. Saint-Cergues (74229)        | 55. Saint-Germain-sur-Rhône (74235)  | 56. Saint-Julien-en-Genevois (74243) |
| 57. Le Sappey (74259)          | 58. Savigny (74260)              | 59. Scientrier (74262)               | 60. Seyssel (74269)                  |
| 61. Usinens (74285)            | 62. Valleiry (74288)             | 63. Vanzy (74291)                    | 64. Vers (74296)                     |
| 65. Ville-la-Grand (74305)     | 66. Villy-le-Bouveret (74306)    | 67. Viry (74309)                     | 68. Vovray-en-Bornes (74313)         |
| 69. Vulbens (74314)            | 70. Vétraz-Monthoux (74298)      | 71. Éloise (74109)                   | 72. Étrembières (74118)              |